# Rust (ciudad)
Rust (en húngaro: Ruszt, en croata: Luzic, Rušta) es una ciudad estatutaria o Statutarstadt del estado austríaco de Burgenland situada a orillas del lago Neusiedl (del alemán: Neusiedler See) cerca del borde con Hungría. Aunque cuenta con menos de 2000 habitantes, es la ciudad estatutaria más pequeña del país y consiguió los derechos de ciudad independiente por la corona húngara en 1681. Como Statutarstadt, también forma un distrito administrativo (Bezirk) en su propio derecho. La ciudad es famosa por sus vinos, especialmente por el Beerenauslese, el Eiswein (vino de hielo), y (especialmente) el Ruster Ausbruch.

## Historia

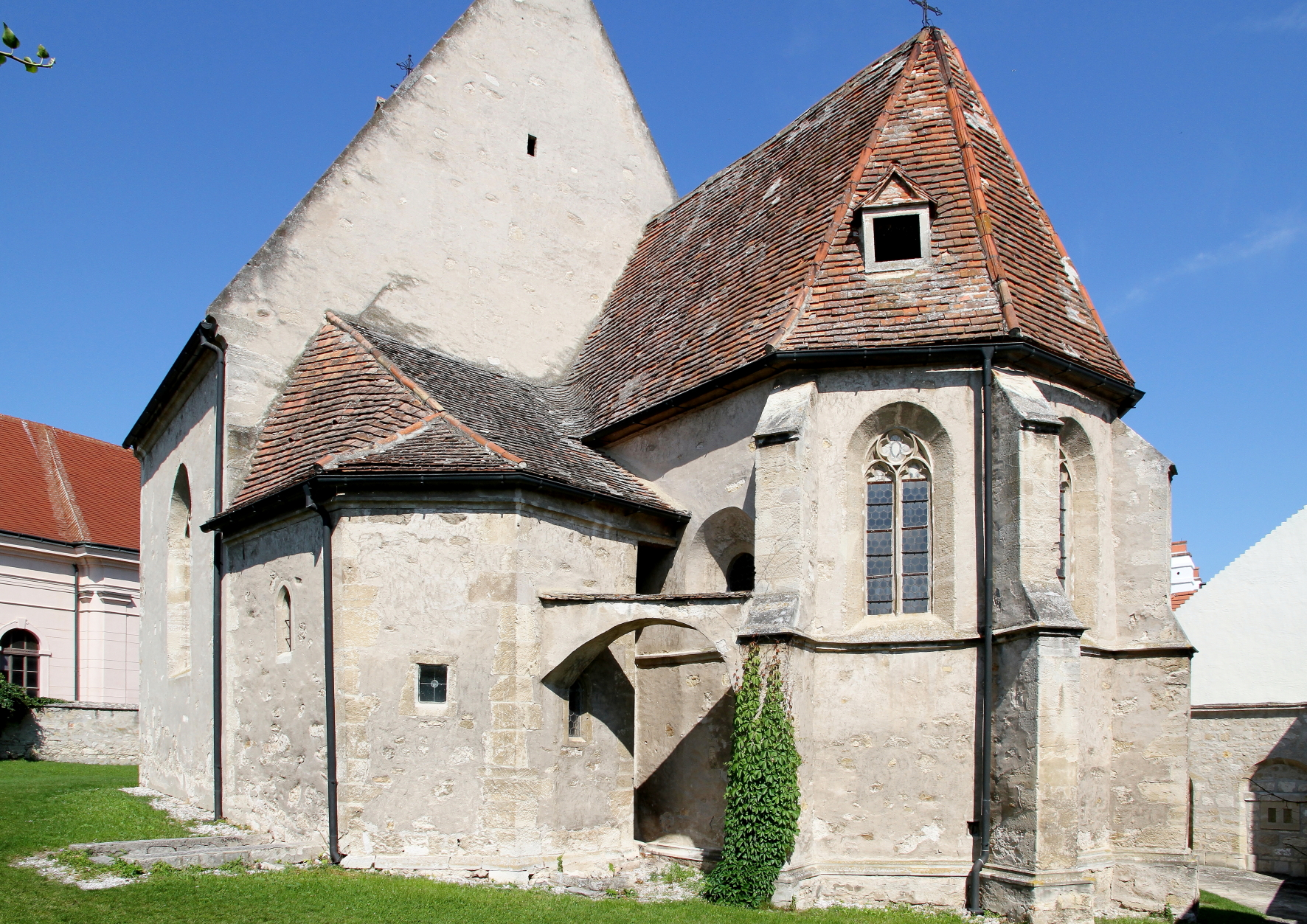
Iglesia de los pescadores

El asentamiento es mencionado como Ceel un título emitido en 1317 por el rey Carlos I de Hungría, su nombre derivando de la palabra húngara szil para olmo, y luego traducido al alemán Rüster o Rusten. El nombre húngaro actual también es una traducción del término alemán. Los ciudadanos de Rust recibieron derecho de mercado en 1470 y el privilegio para marcar los corchos de sus barriles de vino con la famosa marca “R” en 1524.  El pueblo afluente finalmente consigue la independencia en la dieta de 1681 en Sopron por orden del emperador Leopoldo I, red de Hungría.
Junto con la región Burgenland, Rust pasó de Hungría a la República de Austria en 1921.

## Políticas
Asientos en la asamblea municipal (Gemeinderat) en las elecciones de 2017 
- Partido Socialdemócrata de Austria (SPÖ): 10
- Partido Popular Austríaco (ÖVP): 6
- Partido de la Libertad de Austria (FPÖ): 3

## Ciudades hermanadas

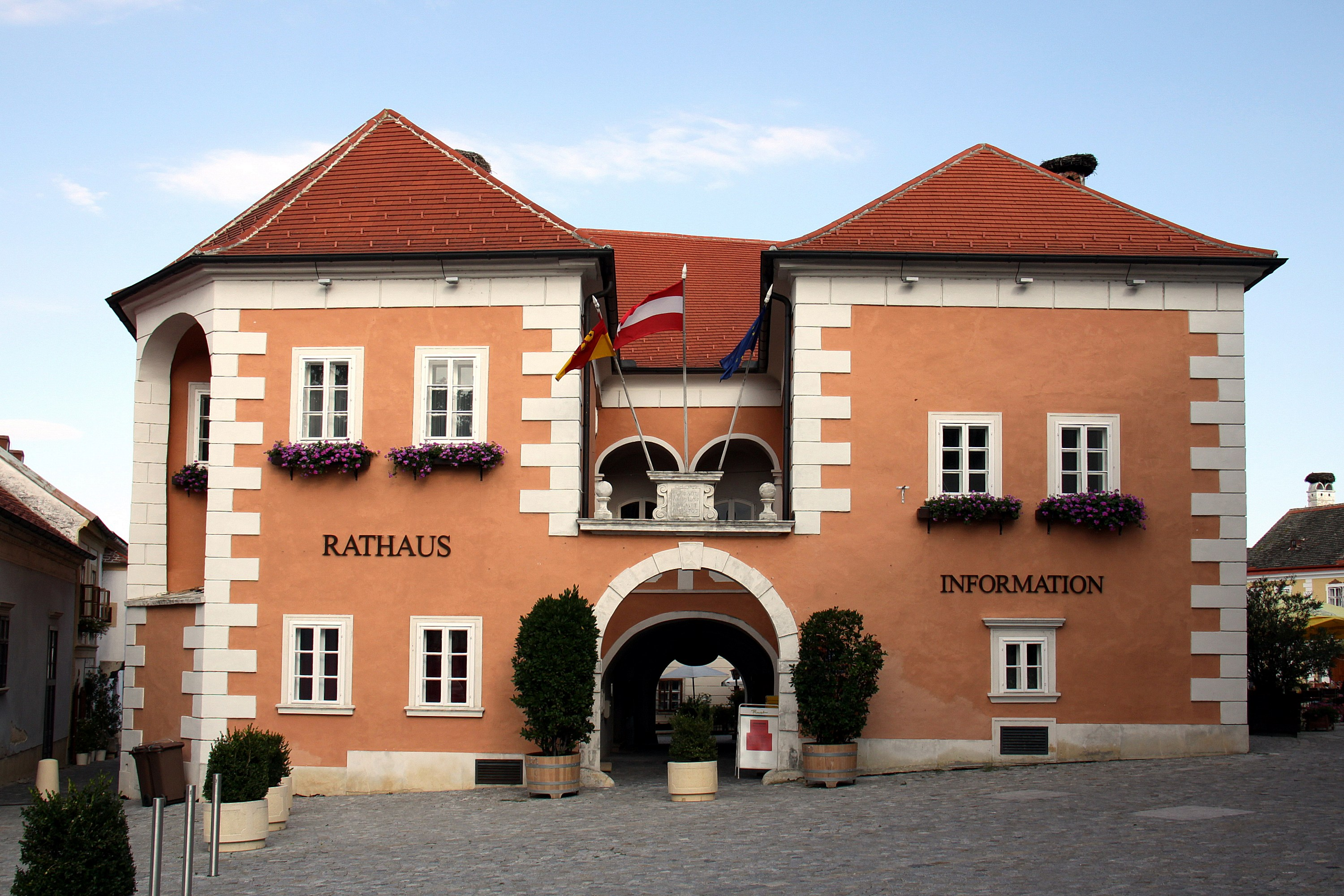
Ayuntamiento

- Kulmbach, Alemania, desde 1981.
- Tokaj, Hungría, desde 2006.